# Rinoplàstia

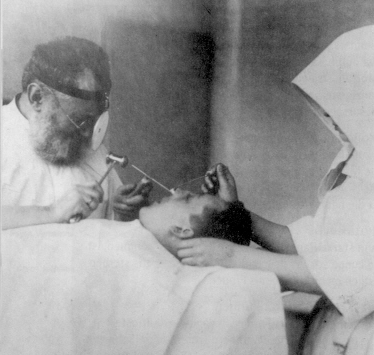
Una rinoplàstia a Alemanya a càrrec de Dr. Josef Heermann, cap al 1895

La rinoplàstia (del grec: ρινός rhinos, nas; πλασσειν plassein, formar) és una intervenció quirúrgica en la qual es resolen principalment els problemes estètics del nas com ara la gepa òssia, l'os que sobresurt del dors del nas a semblança d'una gepa, les desviacions cap a la dreta o esquerra de la totalitat del nas i les malformacions congènites que es veuen sobretot en pacients amb seqüeles de llavi i paladar fes.
Quan es busca una solució de la funció del nas per desviació dels ossos interns, generalment ens estem referint a una septoplàstia. Tot i que aquest últim és un procediment diferent, ambdues operacions es poden fer el mateix dia. També es pot donar el cas que calgui realitzar una rinoplàstia funcional, és a dir, un procediment que modifica l'esquelet osteocartilaginós del nas amb la finalitat de millorar la respiració nasal; per exemple, en la reconstrucció de la vàlvula interna, vàlvula externa, col·lapse alar, o la laterorínia severa.
Actualment la rinoplàstia busca que el nas cerqui l'harmonia facial del pacient. És a dir, que un resultat òptim, generalment, fa que el nas segueixi els trets estructurals de la cara. Un dels objectius principals del cirurgià és produir nassos que llueixin com "no operats".
Tradicionalment qui realitzava la septoplàstia era l'otorrinolaringòleg i resolia els problemes funcionals, mentre que la rinoplàstia estètica era realitzada pel cirurgià plàstic o el cirurgià maxil·lofacial. La veritat és que separar funció i estètica és complicat. Una operació estètica pot tenir conseqüències funcionals si es realitza amb desconeixement de la part funcional, i viceversa. De fet el septe –o envà nasal– conté material autòleg (cartílag quadrangular, làmina perpendicular de l'etmoide i os vòmer) que pot ser preciós per a la reparació estètica. La intervenció en dos temps elimina aquesta possibilitat, per la qual cosa s'aconsella sempre resoldre tots els problemes estètics i funcionals en el mateix acte operatori. L'ideal és que la intervenció la realitzi un cirurgià amb àmplia experiència per resoldre dos problemes en un sol temps quirúrgic, o bé un equip multidisciplinari.
Des de la dècada del 1980, les tècniques de rinoplàstia han evolucionat molt. La rinoplàstia clàssica, o rinoplàstia tancada, és un procediment bastant cec. La rinoplàstia oberta permet una exposició i visualització completa de l'esquelet nasal, el que permet que la correcció sigui molt més precisa. Com inconvenients, té una mínima cicatriu a la columnel·la nasal i un major edema postoperatori. Aquesta cirurgia s'ha popularitzat a la joventut, ja que ha tingut una gran acceptació social, a diferència d'altres procediments de la cirurgia plàstica, i es realitza en una proporció molt semblant tant en homes com en dones.
La rinoplàstia secundària és aquella que es realitza en pacients que han tingut cirurgia de nas prèvia i s'han de sotmetre a una nova intervenció per resoldre problemes que no s'han resolt a la primera cirurgia, o complicacions d'aquesta. També reben el nom de rinoplàstia revisional.